# Petropolitano Foot-Ball Club
Petropolitano Foot-Ball Club é uma agremiação esportiva da cidade de Petrópolis, no estado do Rio de Janeiro, fundada a 4 de julho de 1911.  Em 2019 disputou o Campeonato Petropolitano de Futebol.

## História
Criado por um pequeno, mas abnegado grupo da sociedade da cidade, a 3 de setembro de 1911,  inaugura a sua primeira praça esportiva. Mesmo sendo do antigo estado do Rio de Janeiro, o clube chegou a disputar um Campeonato Carioca de Futebol (relativo ao então Distrito Federal) em 1912. Contudo, o clima de guerra que envolvia toda a Europa a partir do iniciou dos confrontos refletiu em Petrópolis, cidade iminentemente colonizada por alemães. Em conseqüência, o clube entrou em crise e encerrou suas atividades em 1915.
Porém, no dia 20 de junho de 1920 renasce o Petropolitano Foot-Ball Club, após uma assembleia composta de um número muito maior de pessoas que anteriormente o clube tivera. Foram definidos o escudo, a bandeira e a flâmula do Petropolitano: eram nas cores preto e branco.
O clube inaugurou seu campo de futebol no dia 19 de março de 1922, numa partida contra o Fluminense, estádio que atualmente tem capacidade para 5.500 torcedores.
Ainda sem sede social, o clube alugou uma confortável pensão no centro da cidade e iniciou as primeiras atividades sociais, realizando reuniões dançantes para os sócios. A compra da sede esportiva só foi realizada em 18 de outubro de 1939. O complexo esportivo tinha 17.783 m², situava-se no bairro Valparaíso. Há mais a se inferir: coube ao presidente Arlindo Scudese assinar, em 2 de abril de 1947, a escritura de promessa e, em 13 de dezembro, a escritura definitiva. Estava adquirida e sede social da Roberto Silveira, com 8.000 m².
Em 7 de janeiro de 1923, o Petropolitano conquistou seu primeiro campeonato de futebol na cidade.
O clube ainda conquistou o Campeonato Fluminense de Futebol da temporada de 1944, relativo ao antigo estado do Rio de Janeiro.Time-base campeão de 1944: Odilon; Camarinha e Alvinho; Farah,Sílvio e Evaldo; Quadrelli,Zézinho,Telê,Jardel e Assis. Contudo, após a profissionalização do Campeonato Fluminense em 1952, manteve-se amador e abandonou as disputas de caráter profissional.

## Jogadores de destaque do passado

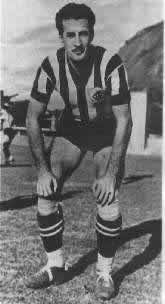
Carvalho Leite

- Carvalho Leite
- Fábio da Silva
- Rafael Pereira da Silva

## Títulos

### Estaduais
- Campeonato Fluminense: 1

(1944).
- Campeonato Petropolitano de Futebol: 8

(1924, 1925, 1926, 1940, 1942, 1944, 1963 e 1964).
- Campeonato Petropolitano de Futebol (Categoria Sub-13): 1

(2009).
- Campeonato Citadino de Petrópolis de Futsal (Categorias Sub-09, Sub-11 e Sub-13): 1

(2009).
- Copa Light (3º Lugar): 1

(2009).
campeão citidano de futebol ( categoria sub 11 ) (2010)